# Parasericostoma corniculatum
Parasericostoma corniculatum is een schietmot uit de
familie Sericostomatidae. De soort komt voor in het Neotropisch gebied.